# Open de Corfou
L'Open de Corfou est une compétition mondiale de karaté ayant lieu chaque année à Corfou, en Grèce. Elle constitue depuis 2012 la quatrième étape de la Karate1 Premier League établie en 2011.